# Codex Seraphinianus
Codex Seraphinianus (Кодекс Серафини) — книга, написанная и проиллюстрированная итальянским архитектором и промышленным дизайнером Луиджи Серафини в конце 1970-х годов. Книга содержит приблизительно 360 страниц (в зависимости от издания) и является визуальной энциклопедией неизвестного мира, написанной на неизвестном языке с непонятным алфавитом.
Само слово «SERAPHINIANUS» расшифровывается как «Strange and Extraordinary Representations of Animals and Plants and Hellish Incarnations of Normal Items from the Annals of Naturalist/Unnaturalist Luigi Serafini», то есть, по-русски, «Странные и необычные представления животных, растений и адских воплощений нормальных вещей из глубин сознания натуралиста/антинатуралиста Луиджи Серафини». Также фамилия автора по-итальянски и слово seraphinianus по-латыни означают «серафимский».
На создание этой книги Луиджи Серафини натолкнула Рукопись Войнича, рассказ Хорхе Луиса Борхеса «Тлён, Укбар, Орбис Терциус», творчество Иеронима Босха и Маурица Эшера.

## Структура книги
Codex поделён на 11 глав, которые в свою очередь формируют 2 секции: первая о мире природы, вторая о человеке.

### Главы
- В первой главе изображены многие виды флоры: странные растения, плавающие деревья, гибриды овощей и фруктов и т. д.
- Во второй изображены различные животные в сюрреалистической вариации, например: рыба-глаз, лошадь-личинка и т. д.
- В третьей главе изображены представители расы с очень странными телами.
- В четвёртой главе изображен процесс неизвестной науки, скорее всего это физика или химия.
- В пятой главе изображена причудливая техника и странные механизмы.
- В шестой главе изображены науки о человеке: биология, сексология, виды различных аборигенов и даже примеры растений и инструментов (таких как гигантские ручки, или ключи), которые располагаются непосредственно на теле человека.
- В седьмой главе изображена история, где рассказаны и показаны различные люди неизвестного назначения в истории. Также включены примеры погребений и траурных обычаев.
- В восьмой главе изображена система письменности мира Кодекса.
- В девятой главе изображена пища, столовая практика, а также одежда.
- В десятой главе изображены различные странные игры (в том числе игральные карты и настольные игры) и атлетические виды спорта.
- В одиннадцатой главе изображена архитектура.

## Система письма
Система письма (вероятнее всего, фальшивая), очевидно, основана на западной письменной традиции (письмо слева направо; алфавит со строчными и прописными буквами, некоторые из которых сдвоены). Некоторые буквы можно увидеть только в начале или в конце слов, как в группе семитских языков. Петли и даже узлы, которыми изображаются криволинейные, нитевидные буквы, напоминают о сингальском письме.
Десятилетиями язык книги бросал вызов лингвистам. Система счисления, используемая для нумерации страниц, была расшифрована (по всей видимости независимо) Аланом Вечслером и болгарским лингвистом Иваном Держански; это вариант позиционной системы счисления по основанию 21.
На собрании Общества библиофилов Оксфордского университета 11 мая 2009 года Серафини утверждал, что в списке Кодекса нет скрытого смысла, он асемичен и написание его было скорее похоже на автоматическое письмо. Он хотел, чтобы его алфавит передавал читателю то же ощущение, что испытывает ребёнок, не умеющий читать и разглядывающий книгу, написанное в которой, как он знает, понятно взрослым.

## Графика
Иллюстрации зачастую являются сюрреалистичными пародиями на вещи из реального мира: кровоточащие фрукты; занимающаяся сексом пара, превращающаяся в крокодила; и т. д. Некоторые иллюстрации легко распознаются, например, карты и лица людей. Практически все рисунки ярко раскрашены и богаты деталями.

## Издания
Оригинальное издание книги является редкой и дорогой работой и было выпущено в количестве двухсот экземпляров Франко Мария Риччи в Милане в двух томах: Luigi Serafini, Codex Seraphinianus, Milano: Franco Maria Ricci [I segni dell’uomo], 1981, 127+127 pp., 108+128 plates, ISBN 88-216-0026-2 + ISBN 88-216-0027-0.
Однотомное издание было выпущено издательствами:
- Abbeville Press в США (1st American edition, New York: Abbeville Press, 1983, 250 pp., ISBN 0-89659-428-9)
- Prestel в Германии (München: Prestel, 1983, 370 pp., ISBN 3-7913-0651-0)

В Италии в конце 2006 года было выпущено новое издание (Milano:Rizzoli, ISBN 88-17-01389-7).
На Украине в 2014 году издательство LAURUS (Киев, Санкт-Петербург) выпустило новое дополненное издание на 396 страницах, ISBN 978-966-2449-42-6.

## В культуре
Книга вдохновила французского хореографа Филиппа Декуфле на создание[когда?] «акробатического балета» Tricodex.